# Imets Béla
Imets Béla (Tusnádi Imets Béla, T. Imets Béla, névváltozat: Imecs) (Gyergyóalfalu, 1889. január 2. – Balatonfüred, 1944. december 18.) romániai magyar szerkesztő, író.

## Életútja
Imecs János és Székely Gizella fiaként született. A középiskoláját Marosvásárhely városában végezte el. 1909–1911-ig Nagyenyeden a Hangya erdélyi központjának tisztviselője volt. Az I. világháború alatt megsérült, rokkantként került haza. Ezután banktisztviselő lett. 1920-tól Gyergyószentmiklóson újra megindította a Csíkvármegye című lapot, s ugyanettől kezdve a kolozsvári Keleti Ujság tudósítója volt. A szülővárosában kiadott Székely Szó című folyóirat szerkesztője 1924 és 1925 között, majd ugyanebben a városban a Gyergyói Újság szerkesztője 1926 és 1927 között.
Már 1907-től publikálták kisebb verseit a Bazár, a Magyar Divat és a Csíkvármegye újságokban. Háborús tudósításait, novelláit a Magyarország és a Csíkvármegye lapok tette közzé. 1921-től több novellája megjelent a Pásztortűz című folyóiratban, a Brassó, a Brassói Lapok, a kolozsvári Ellenzék, a Keleti Újság, a Zord Idő is több írását publikálta. A Gyergyói Újságban számos  verse és elbeszélése jelent meg. Saját költségén adta ki Havasalji csokrosrózsa című realista kisregényét (Gyergyószentmiklós, 1923). Ezután balladaszerű képet festett a székely nép szociális viszonyairól. Feldolgozott egy székely balladát Muskátaszál és veres cserép címmel (Gyergyószentmiklós, 1927).
Rendes tagja volt az Erdélyi és Bánsági Újságírószövetség kolozsvári csoportjának és a Kemény Zsigmond Irodalmi Társaságnak. Halálát tüdőbaj okozta.
Nevét legtöbbször művei alatt T. Imets Béla formában írta.

## Munkái
- Havasalji csokrosrózsa, kisregény, Gyergyószentmiklós (1923)
- Szürke emberek (novella) Zord Idő, 1921. július 1. 9. szám, 430–435.
- Kántorné ifjasszony orvossága.Pásztortűz, 1921. július 15. 25. szám, 84–88.
- A sas. Pásztortűz, 1921. szeptember 1. 28. szám, 276–280.

### Kötetének ismertetései, kritikái
- Reményik Sándor: Tusnádi Imets Béla: Havasalji csokrosrózsa. Pásztortűz, 1923/30 (Online nem érhető el.)
- Márkos Albert: Tusnádi Imets Béla: Havasalji csokrosrózsa. Ismertetés és kritika. Erdélyi Irodalmi Szemle, 1924. április 1., 5. szám